# Relações entre Azerbaijão e União Europeia

A União Europeia (verde) e o Azerbaijão (cor de laranja).

As relações entre Azerbaijão e a União Europeia tiveram início formal em 1996, quando foi assinado um Tratado de Associação e Cooperação. Este acordo marcou o início de uma relação primordialmente positiva entre o Azerbaijão e a União Europeia.

## Antecedentes
Até à dissolução da União Soviética, o Azerbaijão manteve pouco contacto com a Europa fora do bloco soviético. Durante a época de 1918-1920, o Azerbaijão do Norte (a atual República do Azerbaijão) converteu-se na República Democrática do Azerbaijão, de 1922 a 1936 integrou a República Socialista Federativa Soviética Transcaucasiana e de 1936 a 1991 era a República Socialista Soviética do Azerbaijão. Permaneceu como tal até ao Supremo Tribunal do Azerbaijão declarar a independência da União Soviética em setembro de 1989, embora esta declaração tenha sido invalidada pelas autoridades de Moscovo. O Estado finalmente obteve a sua efetiva independência em agosto de 1991 e tornou-se membro das Nações Unidas em 1992. Através da sua participação nas Nações Unidas e com as políticas governamentais, o Azerbaijão tem-se integrado na comunidade internacional, especialmente nas instituições da Europa e tem aberto a sua economia. Assim, o Azerbaijão tornou-se no 43.º Estado do Conselho da Europa em 25 de janeiro de 2001. O Azerbaijão deste modo abriu-se à Europa e ao Ocidente. Desde a sua associação, o Azerbaijão já ratificou 50 tratados e tem estado ativamente envolvido no Conselho da Europa.
Como a União Europeia cresceu em dimensão e objetivos, lançou uma Política de Vizinhança da União Europeia, à qual se uniu o Azerbaijão em 2004. O plano de ação desta política para o Azerbaijão foi adotado em 14 de novembro de 2006, depois de ser aprovado pelo governo do Azerbaijão e pela Comissão Europeia. Entre os assuntos chave incluídos no plano está o investimento em infraestrutura no Azerbaijão, a integração parcial da economia azeri na europeia e associações para extração de petróleo da zona do mar Cáspio controlada pelo Azerbaijão.

## Situação atual
Atualmente o Azerbaijão e a União Europeia trabalham em conjunto na busca de interesses comuns. Foi  estabelecido um plano de ajuda de três anos para o Azerbaijão, denominado Programa Indicativo Nacional para o qual a União Europeia criou um orçamento de 92 milhões de euros para o triénio 2007-2010. Os objetivos principais deste programa centram-se no desenvolvimento de agências governamentais que executem o trabalho de maneira mais eficiente para deste modo ajudar o Azerbaijão a melhorar a sua infraestrutura interna, promover o investimento estrangeiro e o crescimento económico. A União Europeia também criou um gabinete do Instrumento Europeu para a Democracia e os Direitos Humanos em Baku para assessorar o novo governo democrático do Azerbaijão e assegurar que os direitos humanos sejam respeitados.
A União Europeia e o Azerbaijão são sócios em política energética e estão a trabalhar juntos em vários projetos, sendo o principal a construção de um oleoduto que ligue a produção no mar Cáspio à Europa Ocidental, de forma a dispor de uma rota viável para petróleo e gás natural. A União Europeia também apoia o programa patrocinado pelo Estado azeri para incrementar o uso de fontes de energias alternativas e renováveis.
O principal ponto de desacordo entre o Azerbaijão e a União Europeia é a situação da região do Alto Carabaque. Este território, reclamado tanto pelo Azerbaijão como pela Arménia, declarou independência como República do Alto Carabaque (hoje República de Artsaque) e elegeu Bako Saakian como presidente. O governo de Saakian procura obter a completa independência da de Artsaque, usando como precedente a declaração de independência do Kosovo.